# Тетраоксид дииода
Тетраокси́д диио́да — неорганическое соединение с формулой IO(IO3). Может рассматриваться как оксид иода или как основная соль иода и иодноватой кислоты. Жёлтые кристаллы.

## Получение
- Окисление озоном триоксида дииода:

{\displaystyle {\mathsf {I_{2}O_{3}+O_{3}\ {\xrightarrow {}}\ IO(IO_{3})+O_{2}}}}

## Физические свойства
Тетраоксид дииода образует жёлтые моноклинные кристаллы.
Слабо растворяется в воде (с разложением).

## Химические свойства
- Разлагается при незначительном нагревании, образуя пентаоксид дииода и молекулярный иод:

{\displaystyle {\mathsf {5IO(IO_{3})\ {\xrightarrow {>85^{o}C}}\ 4I_{2}O_{5}+2I_{2}}}}